# Glinka (obwód smoleński)
Glinka (ros. Глинка) – wieś (ros. село, trb. sieło) w zachodniej Rosji, centrum administracyjne rejonu glinkowskiego w obwodzie smoleńskim. Jednocześnie jest centrum administracyjnym osiedla wiejskiego Glinkowskoje.

## Geografia
Miejscowość położona jest nad rzeką Upokoj, 40 km od drogi federalnej R120 (Orzeł – Briańsk – Smoleńsk – Witebsk), 55,5 km od stolicy obwodu (Smoleńsk).
Znajduje się tu stacja kolejowa linii Smoleńsk – Suchiniczi.
W granicach miejscowości znajdują się ulice: 60 let Obrazowanija SSSR, 70-letija Oktiabria, Bazylewa, Eniergietikow, Glinki, Gorkogo, Gwardiejskaja, Gwardiejskij 1-yj pierieułok, Gwardiejskij 2-oj pierieułok, Intiernacionalnaja, Kommunisticzeskij pierieułok, Komsomolskaja, Koopieratiwnaja, Krasnaja, Lenina, Lnozawodskaja, Melioratiwnaja, Melioratiwnyj 1-yj pierieułok, Melioratiwnyj 2-oj pierieułok, Zimonina, Mira, Nikitienkowa, Nowaja, Oziornaja, Oktiabrskaja, Pariżskoj Kommuny, Partizanskaja, Pobiedy, Proletarskaja, Promyszlennyj pierieułok, Raboczaja, Smolenskij pierieułok, Sowietskaja, Stroitielej, Szardina, pierieułok Szardina, Szkolnaja, Tierieszczenkowoj, Żeleznodorożnaja.

## Historia
W latach 1929–1961 miejscowość była administracyjnym centrum rejonu glinkowskiego, a w 1961–1980 stanowiła centrum administracyjne sielsowietu glinkowskiego w rejonie jelnieńskim. Do 2005 roku sieło miało status osiedla typu wiejskiego.

## Demografia
W 2010 r. miejscowość zamieszkiwały 1942 osoby.